# Прямая извилина
Прямая извилина (лат. gyrus rectus; англ. straight gyrus, StG) — извилина в нижней части лобной доли, расположенная между медиальной обонятельной бороздой и медиальным краем полушария. Соответствует медиальной части цитоархитектонического поля Бродмана 11.

## Морфология, нервные связи и клиническое значение
Прямая извилина получает сигналы от афферентных нейронов из каудальной  и латеральной орбитофронтальной сенсорной сети, гиппокампа и лимбических структур. Нервные волокна из прямой извилины и медиальной префронтальной висцеромоторной сети идут в медиальное и каудальное дорсомедиальное ядра таламуса, в гипоталамус, околоводопроводное серое вещество и мозговой ствол. Двусторонние связи обеспечивают работу «обратной связи» прямой извилины. Прямая извилина, вероятно, интегрирует соматическую и висцеральную информацию (сенсорную, эмоциональную, память) и сигналы от вегетативной нервной системы и от мотонейронов. Двусторонние связи обеспечивают «мониторинг» внутренних соматических состояний («внутреннее чутьё» или соматические маркеры) для непрерывной модуляции когнитивных, эмоциональных и поведенческих реакций.
В соответствии с модулирующей ролью извилины, у пациентов с послеоперационными поражениями в зоне прямой извилины наблюдаются нарушения в ингибировании когнитивного  ответа. У пациентов с поражениями в правой части вентромедиальной префронтальной коры (включающей в себя медиальную орбитофронтальную кору и прямую извилину) наблюдаются серьёзные нарушения межличностного поведения и обработки эмоций, при этом пациенты с подобными повреждениями в левом полушарии не демонстрировали подобных нарушений социального поведения.
В нескольких исследованиях начала 2000-х годов утверждалось, что у пациентов с шизофренией снижен объём прямых извилин, однако в более новых исследованиях на основе репрезентативной выборки морфологических изменений прямой извилины у больных шизофренией выявлено не было.
В исследовании 2008 года была обнаружена прямая зависимость между объёмом прямой извилины и социальным восприятием, а также женственными чертами личности у взрослых людей. У детей же наблюдалась обратная зависимость, но только у девочек: меньший объём прямой извилины соответствовал лучшему социальному восприятию и «более высокой идентификации с женственными чертами»; у мальчиков наблюдался несколько больший объём прямых извилин, чем у девочек.

## Дополнительные изображения

Анимированное изображение, прямая извилина отмечена красным
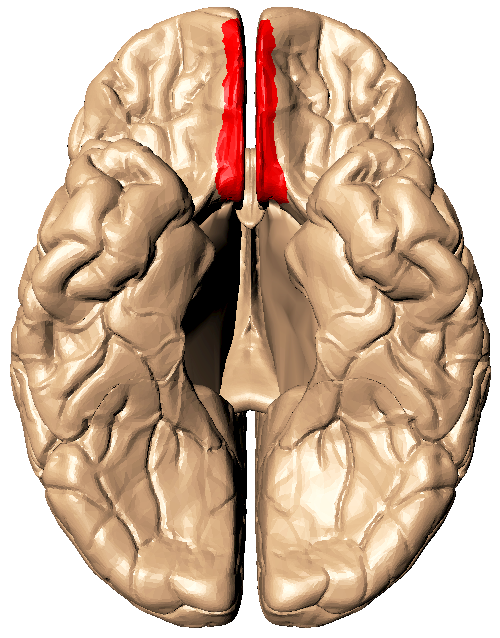
Базальная поверхность мозга, прямая извилина отмечена красным
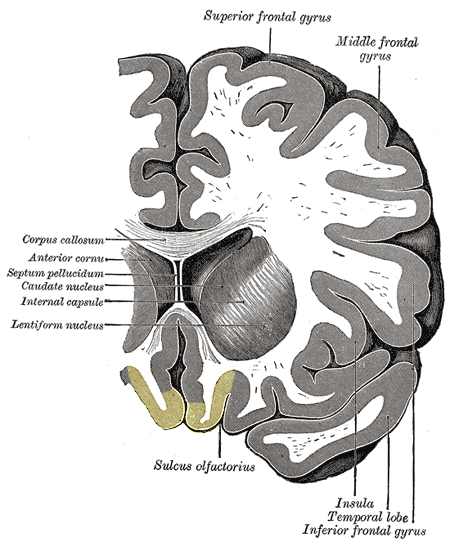
Коронарный срез мозга, прямая извилина отмечена жёлтым (внизу по центру)
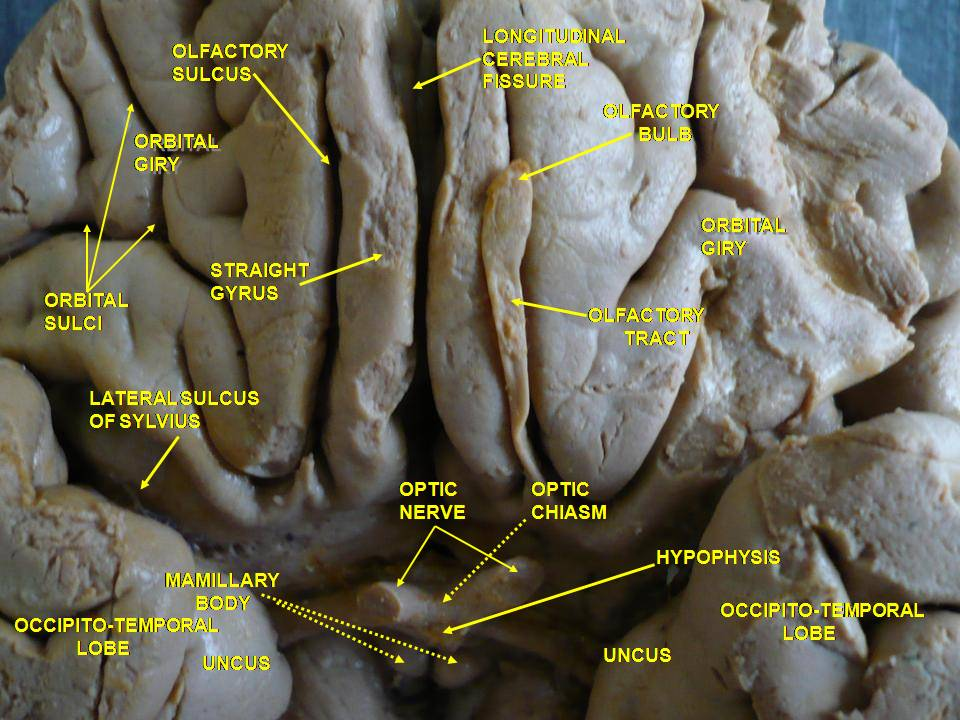
Нижняя проекция мозга
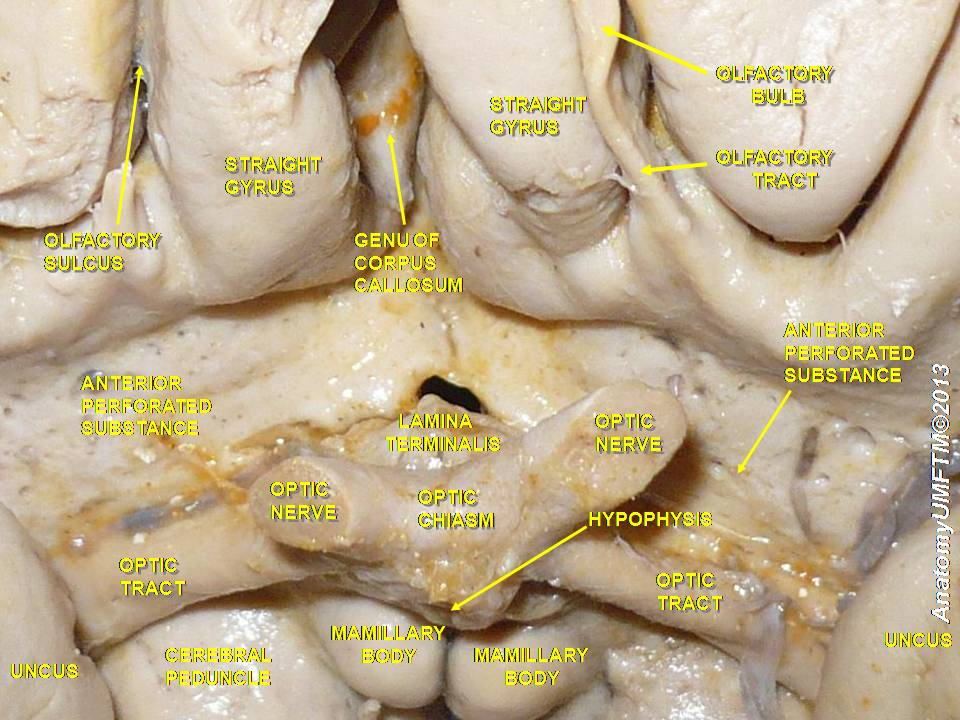
Нижняя проекция мозга
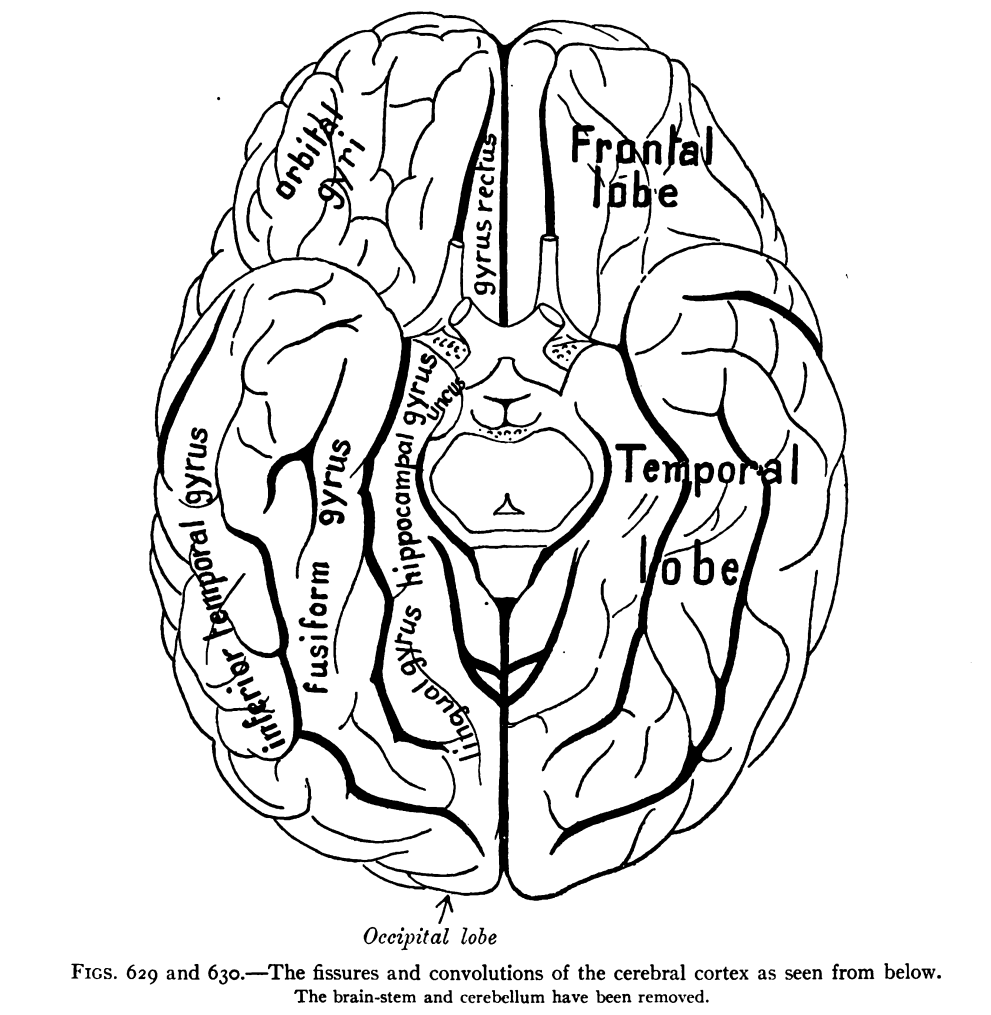
Базальная поверхность мозга, прямая извилина отмечена в верхней части
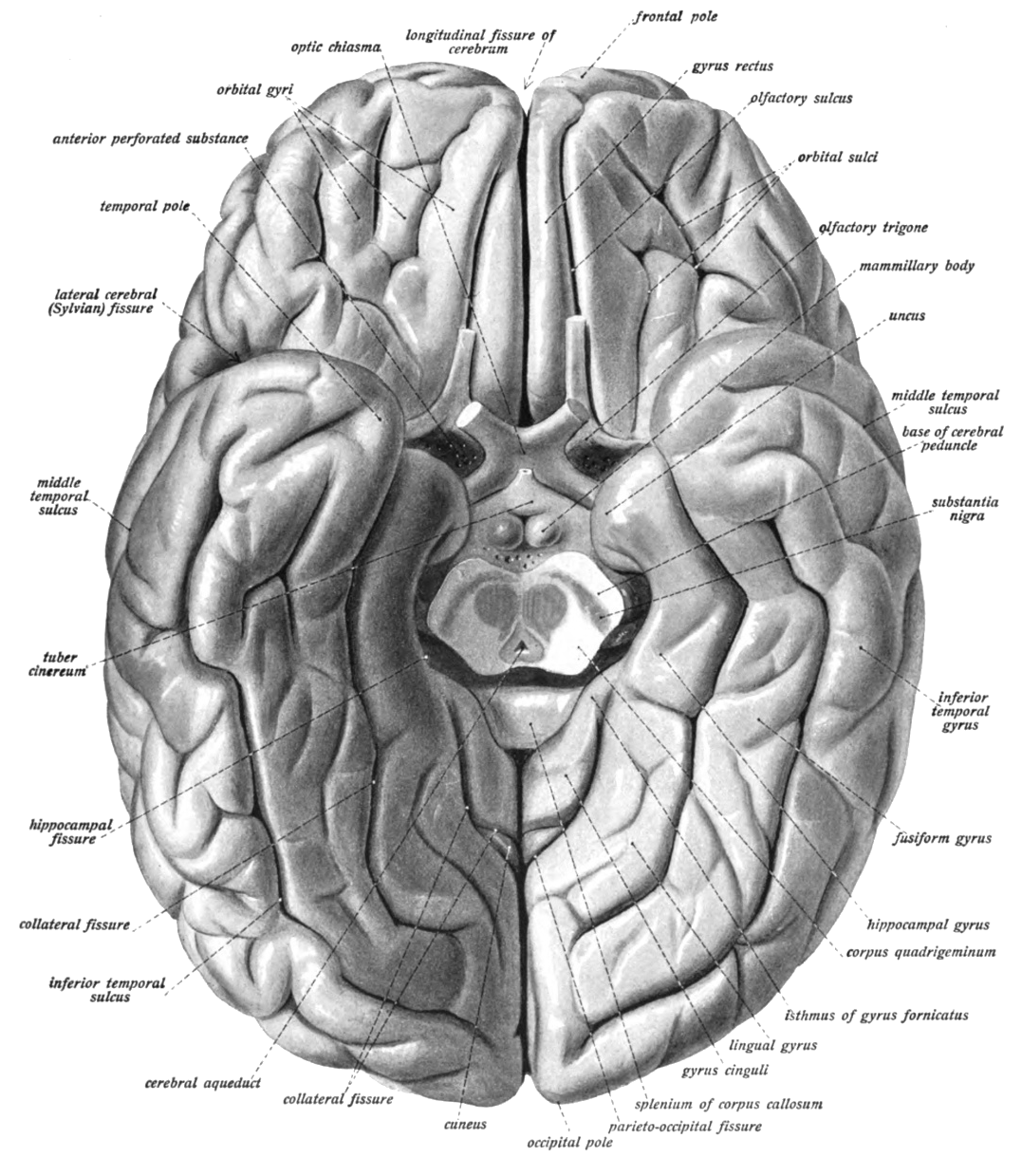
Базальная поверхность мозга, прямая извилина отмечена в верхней части